# La banca Nucingen
La banca Nucingen (La Maison Nucingen) è un romanzo di Honoré de Balzac scritto nel 1837, pubblicato inizialmente sotto forma di romanzo a puntate ne La Presse, da ottobre fino a novembre 1837, in seguito pubblicato in volumi nel 1838 presso Werdet. Questo romanzo fa parte di Scene della vita parigina di La Commedia umana. Il titolo inizialmente previsto da Balzac era L'Alta Banca, termine che designava all'epoca un gruppo ristretto di banchieri che aveva acquisito una preponderanza assoluta sui mercati finanziari e di cui Nucingen fa parte.
Il barone di Nucingen appare per la prima volta in Papà Goriot, poi in Melmoth riconciliato dove egli viene nominato per la prima volta dal suo cassiere. Balzac non aveva ancora finito di scrivere Melmoth quando iniziò la redazione di La Casa Nucingen. In realtà, nei due romanzi, l'autore viene ispirato dallo stesso soggetto: la speculazione dei mercati azionari, l'aggiotaggio che fa infuriare un'epoca di industrializzazione senza precedenti, dove la follia degli investimenti casuali può condurre ad una vittoria come ad un fallimento. Ma se Nucingen resta fedele alla realtà, Melmoth (che sarà classificato negli Studi filosofici) avendo venduto la sua anima al diavolo, ci rimanda al Faust.
Il romanzo è chiaramente una descrizione dell'ascesa in Europa della casa di Rothschild, con la descrizione del famoso colpo della borsa durante la battaglia di Waterloo.

## Riassunto
Eugène de Rastignac è diventato l'amante di Delphine de Nucingen, moglie del grande banchiere Nucingen, nel 1819, in Papà Goriot. Nel 1833, anno in cui comincia Casa Nucingen, egli rompe con Delphine ma continua a lavorare con il marito di lei, dedicandosi a degli affari fraudolenti, tramite i quali guadagna così tanti soldi da ritrovarsi ben presto in una posizione tale da poter aspirare al titolo di pari di Francia.
In un salotto privato di un celebre ristorante parigino, un uomo ascolta di nascosto la conversazione di quattro giornalisti riscaldati da un buon pasto, Andoche Finot, Émile Blondet, Couture e Jean-Jacques Bixiou. Essi commentano la sorprendente riuscita di Rastignac, che deve il suo successo alla casa Nucingen, la famosa banca parigina. 
Nucingen pensa che « il denaro non è una potenza se non quando questo è in quantità sproporzionate », ragione per la quale egli si lancia in delle complesse operazioni che si possono riassumere così: egli fa salire i prezzi dei titoli azionari e li riacquista dopo averli fatti diminuire artificialmente. Arriva persino ad utilizzare degli uomini ben considerati all'interno dell'ambiente parigino, di cui Rastignac fa parte, per far credere alla gente il suo imminente fallimento e alimentare il panico che gli permette in seguito di speculare a livelli esorbitanti. In Nucingen troviamo l'arte di saper combinare dei falsi fallimenti, di far avanzare le sue pedine sotto forma di uomini di paglia. Egli si ritrova così a capo di capitali enormi e può riacquistare a bassi prezzi le azioni che inizialmente aveva fatto aumentare e poi diminuire.
La sua prima liquidazione gli permette di acquistare un lussuoso hotel privato e di lanciarsi in uno stravagante affare di una società in accomandita per delle azioni nelle miniere di Wortschin. Egli potrà destreggiarsi, in seguito, con una seconda, poi una terza liquidazione. Nucingen ha utilizzato un gran numero di « uomini di paglia », tra i quali il rispettabile Eugène de Rastignac, il conte dei Lupeaulx, attraverso il quale si sono arricchiti tutti. Sebbene egli abbia fatto perdere molti soldi all'abile Ferdinand du Tillet, quest'ultimo continua tuttavia ad ammirarlo e prende esempio dai suoi metodi.
Balzac espone qui un autentico trattato della stessa tecnica finanziaria in uso in un periodo di tensione bancaria, non molto lontana dai colpi alla borsa praticati alla fine del  XX secolo. Egli aveva sotto gli occhi l'esempio del banchiere Laffitte e soprattutto quello del banchiere Beer Léon Fould, che si trovò per due volte in stato di insolvenza (1799 e 1810), ma che si risollevò a partire dal 1825 e che figurò tra i membri dell'alta banca.
Le manovre a doppia o tripla azione di Nucingen danno le vertigini e qui lo si capisce dalle parole urlate da Guizot: « Enrichissez-vous! »

## Edizione in italiano
- Honoré de Balzac, Scene della vita parigina: La Banca Nucingen, I segreti della principessa Cadignan, Sarrasine, Facino Cane, Un affarista, Attori senza saperlo, traduzione di Mario Buggelli, Corbaccio, Milano stampa 1930

## Adattamento cinematografico
- 2008 : La Maison Nucingen, film de Raoul Ruiz, adaptation très libre du roman, avec Elsa Zylberstein, Jean-Marc Barr et Laurent Malet.